# Bouges-le-Château
Bouges-le-Château é uma comuna francesa na região administrativa do Centro, no departamento Indre. Estende-se por uma área de 34,22 km². Em 2010 a comuna tinha 268 habitantes (densidade: 7,8 hab./km²).